# Грацианский, Михаил Вячеславович
Михаи́л Вячесла́вович Грациа́нский (род. 1975, Белгород) — российский историк, кандидат исторических наук, ведущий научный сотрудник секции Общих проблем экклезиологии ПСТГУ, ведущий научный сотрудник лаборатории по изучению стран Причерноморья и Византии в средние века исторического факультета МГУ, секретарь Национального Комитета византинистов России, член редколлегии периодического издания «Причерноморье в средние века», член редколлегии журнала «Византийский временник», член редколлегии журнала «Цифровое востоковедение» ИВ РАН, член правления Византийского клуба Института политических исследований.

## Биография
В 1982—1992 учился в средней школе № 55 посёлка Красково Московской области. С сентября 1992 по февраль 1993 года работал сотрудником вневедомственной охраны в в/ч 74020 в посёлке Коренево.
C февраля 1993 по июнь 1999 года обучался на историко-филологическом факультете Православного института святого Иоанна Богослова в Москве со специализацией «История России».
С сентября 1999 по май 2002 годы преподавал древние языки на философском и филологическом факультетах Православного института святого Иоанна Богослова. Параллельно с сентября 2000 по май 2001 работал ассистентом на Кафедре древних языков исторического факультета Московского Государственного Университета.
С ноября 2001 по ноябрь 2002 состоял младшим научным сотрудником в Центре изучения византийской цивилизации Института всеобщей истории Российской академии наук.
В 2002—2005 годы — стипендиат в Graduiertenkolleg «Leitbilder der Spätantike» при Институте древней истории Йенского Университета имени Фридриха Шиллера в городе Йене в Германии. В октября 2005 году получил степень доктора философии за диссертацию «Die Politik Kaiser Justinians I. gegenüber den Monophysiten».
В 2005—2007 годы преподавал древнегреческий и новогреческий языки на богословском факультете, а также вел семинары по чтению сирийских и арабских христианских авторов на отделении восточно-христианской филологии Православного Свято-Тихоновского гуманитарного университета. Владеет 14 древними и новыми иностранными языками.
В 2007—2008 годы — научный сотрудник Института всеобщей истории Российской академии наук.
В декабре 2009 года в совете Д-500.002.12 при МГУ имени М. В. Ломоносова защитил диссертацию «Политика императора Юстиниана по отношению к монофиситам» на соискание ученой степени кандидата исторических наук по специальности 07.00.03 — Всеобщая история.
C февраля 2009 года — ведущий научный сотрудник Лаборатории по изучению стран Причерноморья и Византии в средние века исторического факультета МГУ имени М. В. Ломоносова.
С 2009 года преподает в МГУ разработанный им 68-часовой курс «История Византии».
С 2011 года стал членом Национального Комитета византинистов РФ, а впоследствии стал его секретарем.
В 2013 годы был удостоен премии имени митрополита Макария за сочинение «Император Юстиниан Великий и монофизиты».
С 2014 года преподает в МГУ разработанный им 36-часовой курс «Идеология императорской власти в Византии».
С 2015 года стал членом редакционной коллегии журнала «Причерноморье в средние века».
В 2018 году удостоен премии по Программе развития МГУ за работу, имеющую выдающееся значение для развития науки и образования.
С апреля 2022 года стал членом редколлегии журнала «Цифровое востоковедение».
С июня 2022 года стал членом редколлегии журнала «Византийский временник».
24 августа 2023 года решением Священного Синода РПЦ введён в состав Синодальной библейско-богословской комиссии
С 2025 года — Заместитель директора по научной работе Института истории и археологии Византии и Причерноморья Севастопольского государственного университета.

## Публикации
- Justinian’s missionary efforts: the case of Nobatia // Proceedings of the 21st International Congress of Byzantine Studies. London. 21-26 August 2006. Vol. III. Abstracts of Communications. Aldershot, 2006. — P. 59-60
- Миссионерские предприятия 40-х годов VI в. в контексте церковной политики императора Юстиниана // KANEKION. Юбилейный сборник в честь 60-летия профессора И. С. Чичурова. — М., 2006. С. 57-101.
- «Православная партия» и приход к власти императора Юстина I (518—527 гг.) Архивная копия от 21 апреля 2021 на Wayback Machine // Византийский временник. Том 66 (91). 2007. — С. 125—145.
- Император Юстиниан и спор о Трёх Главах (540—553) Архивная копия от 25 ноября 2020 на Wayback Machine // Вестник ПСТГУ. 2007. — № 1 (17). — С. 7-26.
- Жанровые особенности «Истории александрийских патриархов» Севира ибн аль-Мукаффы // Вестник ПСТГУ. 2007. — № 3 (9). — С. 43-49.
- Был ли император Юстиниан I афтартодокетом? Архивная копия от 21 апреля 2021 на Wayback Machine // Византийский Временник. Том 70 (95). 2011. — C. 105—113
- XIX Всероссийская научная сессия византинистов «Российское византиноведение: традиции и перспективы» Архивная копия от 28 января 2021 на Wayback Machine // Византийский Временник. Том 70 (95). 2011. — C. 302—314
- О греческих истоках старославянских понятий мощи и причащение (Критическая реплика на статью И. Шевченко) // ΘΕΟΔΟΥΛΟΣ. Сборник статей памяти профессора Игоря Сергеевича Чичурова / Под редакцией П. В. Кузенкова, А. А. Войтенко, М. В. Грацианского. — М.: Издательство ПСТГУ, 2012. — С. 73-83
- Лев Диакон — читатель Лукиана // ΠΟΛΕΜΟΛΟΓΟΣ. Сборник статей памяти профессора В. В. Кучмы. 2012. — C. 160—170
- О происхождении этнонима «анты» // Византийский Временник. Том 71 (96). 2012. — С. 27-39
- XXII Международный конгресс византийских исследований Архивная копия от 24 января 2021 на Wayback Machine // Византийский Временник. Том 71 (96). 2012. — C. 348—360 (соавторы: Карпов С. П., Захарова А. В., Близнюк С. В.)
- Еще раз об источниках «Истории» Льва Диакона Архивная копия от 21 апреля 2021 на Wayback Machine // Византийский Временник. Том 72 (97). 2013. — С. 68-85
- Памяти Зинаиды Владимировны Удальцовой (1918—1987) // Византийский Временник. Том 72 (97). 2013. — C. 353
- Анты, венеты, вятичи, славяне: родство имен и родство племен (Ответ С. А. Иванову и А. Е. Аникину) Архивная копия от 18 января 2021 на Wayback Machine // Византийский Временник. Том 73 (98). 2014. — C. 264—277
- Возникновение и развитие концепции папского примата в I—V вв. Архивная копия от 15 мая 2021 на Wayback Machine // Вестник Православного Свято-Тихоновского гуманитарного университета. Серия 1: Богословие. Философия. 2014. — № 52. — С. 9-29.
- Рецензия на: Kötter J.-M. Zwischen Kaisern und Aposteln. Das Akakianische Schisma (484—519) als kirchlicher Ordnungskonflikt der Spätanike = Между императорами и апостолами. Акакианская схизма (484—519) как конфликт церковного устройства поздней античности. Franz Steiner Verlag, 2013 // Вестник ПСТГУ. — 2015. — № 6 (62). — С. 122—126
- Рецензия на: Demacopoulos G.E. The Invention of Peter. Apostolic Discourse and Papal Authority in Late Antiquity // Византийский Временник. Том 74 (99). 2015. — C. 346—349
- Причины и обстоятельства начала «Акакианской» схизмы (484 г.) Архивная копия от 2 декабря 2021 на Wayback Machine // Иресиона. Античный мир и его наследие. Вып. 4. — Белгород, 2015. — С. 188—200.
- Каноническая позиция папства в деле патриарха Акакия Константинопольского // Античная древность и Средние века. 2015. — № 43. — С. 53-72.
- Дело Иоанна Талайи и начало «Акакианской схизмы» (484 г.) // Византийский временник. 2015. — Т. 74 (99). — С. 31-46.
- Апостол Петр и «Акакианская схизма» Архивная копия от 17 мая 2021 на Wayback Machine // Вестник Православного Свято-Тихоновского гуманитарного университета. Серия 1: Богословие. Философия. 2015. — № 59. — С. 9-19.
- Папа Лев Великий и его толкование 6-го Никейского канона // Церковь в истории России. Сб. 11. К 70-летию Н. Н. Лисового. — М., 2016. — С. 159—175.
- «Secundum Calchedonensem synodum haec ab apostolica sede gesta»: Папа Геласий I и «ересь» Акакия Константинопольского // Византийские очерки. Труды российских ученых к XXIII Международному конгрессу византинистов. — СПб., 2016. — С. 62-74.
- Папа Геласий I (492—496) и его экклезиологические воззрения Архивная копия от 12 мая 2021 на Wayback Machine // Вестник Православного Свято-Тихоновского гуманитарного университета. Серия 1: Богословие. Философия. 2016. — № 65. — С. 25-41.
- «Акакианская» или всё же «феликианская» схизма? Проблема обоснованности одного историографического клише Архивная копия от 18 января 2021 на Wayback Machine // Византийский временник. 2016. — Т. 100 (75). — С. 44-63.
- Властные прерогативы римской кафедры в пределах Италии в понтификат Льва Великого (440—461) Архивная копия от 20 января 2021 на Wayback Machine // Византийский временник. 2017. — Т. 101. — C. 57-75
- Византия и Запад: типология цивилизаций // История Греции в Московском государственном университете имени М. В. Ломоносова: от античности до наших дней, серия Труды исторического факультета МГУ, издательство Федеральное государственное бюджетное образовательное учреждение высшего образования "Московский государственный университет им. М. В. Ломоносова. — Том 91. 2017. — C. 83-96
- Борьба римского папы Льва Великого за церковное первенство в контексте восточных Соборов и императорской церковной политики // Византийский временник. Том 102. 2018. — C. 46-70
- Папа Лев Великий и пасхалистические споры середины V в. в контексте межцерковных и церковно-государственных отношений // Византийский временник. Том 102. 2018. — C. 71-95
- Исторический и идейный контекст послания папы Геласия I «Famuli vestrae pietatis» // Византийский временник. 2019. — Т. 103. — С. 85-112
- Haeres Petri sive vicarius Petri: обоснование исключительных властных прерогатив римского епископа папой Львом Великим Архивная копия от 25 ноября 2020 на Wayback Machine // Вестник ПСТГУ. Серия II: История. История Русской Православной Церкви. 2019. — Вып. 89. — С. 27-48.
- Четвертый Вселенский собор и проблема первенства римского епископа Архивная копия от 12 марта 2022 на Wayback Machine // Вестник Волгоградского государственного университета. Серия 4, История. Регионоведение. Международные отношения. — 2019. — Т. 24, № 6. — С. 255—271.
- Восток и Запад: парадигма противостояния цивилизаций // Византийский клуб: альманах. Материалы заседаний 2018−2019 гг. — Белгород: Издательский дом «БелГУ» НИУ «БелГУ», 2019. — С. 8-20
- «Фессалоникское собрание»: проблема подлинности источника о церковно-политическом положении Иллирика в V—VI вв // Кондаковские чтения — VI: Античность — Византия — Древняя Русь. Материалы VI Международной научной конференции. Белгород: Белгородский государственный национальный исследовательский университет, 2019. — C. 128—135
- Акты 531 г. как обрамление «Фессалоникского собрания»: экклесиологические и канонические аспекты дела Стефана Ларисского // Вестник ПСТГУ. Серия II: История. История Русской Православной Церкви. 2020. — Вып. 92. — С. 19-38.
- Экклесиологические источники современных претензий Константинополя на первенство в Православной Церкви // Причины и вызовы текущего кризиса межправославных отношений: Материалы научно-практической конференции (ПСТГУ, 25-26 февраля 2019 года). — М., 2020. — C. 114—134.
- На службе империи: папа Зосим и Римский собор 417 года Архивная копия от 29 января 2021 на Wayback Machine // Вестник Волгоградского государственного университета. Серия 4. История. Регионоведение. Международные отношения. 2020. — Т. 25, № 6. — С. 6-23. (в соавторстве с К. В. Норкиным)
- Юрисдикция константинопольского патриарха в Восточном Иллирике по данным «Фессалоникского собрания» // Известия Уральского федерального университета. Серия 2: Гуманитарные науки. 2020. Т. 22. — № 1 (196). — С. 11-28.
- Папа Сириций (384—399) и римская экклезиология в эпоху после окончания арианских споров Архивная копия от 15 мая 2021 на Wayback Machine // Вестник ПСТГУ. Серия I: Богословие. Философия. Религиоведение. 2020. — Вып. 88. — С. 11-29.
- Res divinae и res saeculares в восприятии папы Льва Великого: к предыстории возникновения геласианской теории Архивная копия от 13 марта 2022 на Wayback Machine // Вестник древней истории. 2020. — № 4 (80). — С. 1103—1114
- Роль и место Римской Церкви в межцерковных отношениях в понтификат Иннокентия I (402—417) Архивная копия от 21 апреля 2021 на Wayback Machine // Византийский временник. — Том 104. 2020. — C. 64-89
- Церковно-административное содержание термина «экзарх диоцеза» 9-го и 17-го правил Халкидонского собора и вопрос о подсудности дел против митрополита // Античная древность и средние века. Том 48. — Екатеринбург: Издательство Уральского университета, 2020. — C. 53-73
- The Issue of Authenticity of the Collectio Thessalonicensis from the Perspective of the Roman Acts of 531 // Issues of Identity Metamorphoses in Transitional Epochs: Social Changes and Mental Evolution. — Newcastle upon Tyne: Cambridge Scholars Publishing, 2021. — C. 22-39
- Вопрос делегирования полномочий в послании папы Иннокентия I к Руфу Фессалоникскому // Вестник ПСТГУ. Серия I: Богословие. Философия. Религиоведение. 2021. — Вып. 97. — С. 11-32.
- Процедура возвышения константинопольской кафедры на IV Вселенском соборе в Халкидоне // Вестник Волгоградского государственного университета. Серия 4, История. Регионоведение. Международные отношения. 2021. — Т. 26, № 6. — С. 236—251.
- Римские епископы и развитие церковно-административных структур «сверхпровинциального» уровня в начале V в. // Вестник Православного Свято-Тихоновского гуманитарного университета. Серия 2: История. История Русской Православной Церкви. 2021. — № 101. — С. 9-33.
- Полемические письма папы Григория Великого о титуле «вселенский» Константинопольского патриарха. Вступительная статья, перевод с латинского и комментарий // Причерноморье в Средние века. 2021. — Вып. 11. — С. 9-67. (соавтор: Мигальников А. В.)
- «Милость государя утвердила Бонифация епископом города Рима»: император Гонорий и кризис легитимности в Римской церкви в 419 г. // Известия Уральского федерального университета. Сер. 2: Гуманитарные науки. 2021. — Т. 23. — № 2. — С. 9-26.
- Региональные церковные и гражданские структуры: типология взаимоотношений в позднеантичный период // Ломоносовские чтения. Востоковедение и африканистика (Москва, 20-29 апреля 2021 г.): тезисы докладов научной конференции. — Москва: Издательство Московского университета, 2021. — С. 45-47.
- The Issue of Authenticity of the Collectio Thessalonicensis from the Perspective of the Roman Acts of 531 // Issues of Identity Metamorphoses in Transitional Epochs. Social Changes and Mental Evolution. — Newcastle upon Tyne : Cambridge Scholars Publishing, 2021. — P. 22-40.
- Проблема рукоположения мирян как пример «межведомственного» конфликта и взаимодействия в папских посланиях конца IV — начала V вв // Византийский временник. — 2022. — Т. 106. — С. 13-35.
- От языческого архиерея к христианскому: религиозная основа деятельности городских и провинциальных советов в ранневизантийский период // Византийский «круг земель». Orbis terrarum Byzantinus… : Тезисы докладов XXIII-й Всероссийской научной сессии византинистов РФ, Судак, 24-30 октября 2022 года / Отв. редактор С. П. Карпов, редколлегия М. В. Грацианский, В. В. Майко. — Симферополь: Общество с ограниченной ответственностью "Издательство Типография «Ариал», 2022. — С. 41-43.

- ААРОН САРУГСКИЙ // Православная энциклопедия. — М., 2000. — Т. I : А — Алексий Студит. — С. 21. — 40 000 экз. — ISBN 5-89572-006-4.
- АВАРЫ // Православная энциклопедия. — М., 2000. — Т. I : А — Алексий Студит. — С. 76-77. — 40 000 экз. — ISBN 5-89572-006-4. (в соавторстве с Л. А. Беляевым)
- АВДА // Православная энциклопедия. — М., 2000. — Т. I : А — Алексий Студит. — С. 117-118. — 40 000 экз. — ISBN 5-89572-006-4. (в соавторстве с А. Ю. Никифоровой)
- АВДА И АВДИЕС // Православная энциклопедия. — М., 2000. — Т. I : А — Алексий Студит. — С. 118. — 40 000 экз. — ISBN 5-89572-006-4. (в соавторстве с А. Ю. Никифоровой)
- АВДА И САВА // Православная энциклопедия. — М., 2000. — Т. I : А — Алексий Студит. — С. 118. — 40 000 экз. — ISBN 5-89572-006-4.
- АВДУЛМАСИХ // Православная энциклопедия. — М., 2000. — Т. I : А — Алексий Студит. — С. 121-122. — 40 000 экз. — ISBN 5-89572-006-4.
- АВИЛИЙ // Православная энциклопедия. — М., 2000. — Т. I : А — Алексий Студит. — С. 135. — 40 000 экз. — ISBN 5-89572-006-4.
- АВРААМ // Православная энциклопедия. — М., 2000. — Т. I : А — Алексий Студит. — С. 156. — 40 000 экз. — ISBN 5-89572-006-4.
- АВРААМ // Православная энциклопедия. — М., 2000. — Т. I : А — Алексий Студит. — С. 156-157. — 40 000 экз. — ISBN 5-89572-006-4.
- АВРААМ ЗАТВОРНИК И МАРИЯ // Православная энциклопедия. — М., 2000. — Т. I : А — Алексий Студит. — С. 159-160. — 40 000 экз. — ISBN 5-89572-006-4. (в соавторстве с Е. А. Луковниковой)
- АВРААМ ЛАТРИЙСКИЙ // Православная энциклопедия. — М., 2000. — Т. I : А — Алексий Студит. — С. 161. — 40 000 экз. — ISBN 5-89572-006-4.
- АВРААМ ПРОСТЕЦ // Православная энциклопедия. — М., 2000. — Т. I : А — Алексий Студит. — С. 161. — 40 000 экз. — ISBN 5-89572-006-4.
- АГАПИЙ // Православная энциклопедия. — М., 2000. — Т. I : А — Алексий Студит. — С. 220. — 40 000 экз. — ISBN 5-89572-006-4.
- АГАПИЙ, ПУПЛИЙ, ТИМОЛАЙ, РОМИЛ, ДВА АЛЕКСАНДРА И ДВА ДИОНИСИЯ // Православная энциклопедия. — М., 2000. — Т. I : А — Алексий Студит. — С. 222. — 40 000 экз. — ISBN 5-89572-006-4. (в соавторстве с А. Ю. Никифоровой, Е. А. Луковниковой)
- АГАФОН СКИТСКИЙ // Православная энциклопедия. — М., 2000. — Т. I : А — Алексий Студит. — С. 245. — 40 000 экз. — ISBN 5-89572-006-4.
- АКАКИАНСКАЯ СХИЗМА // Православная энциклопедия. — М., 2000. — Т. I : А — Алексий Студит. — С. 362. — 40 000 экз. — ISBN 5-89572-006-4.
- АКИНДИН, ПИГАСИЙ, АНЕМПОДИСТ, АФФОНИЙ, ЕЛПИДИФОР // Православная энциклопедия. — М., 2000. — Т. I : А — Алексий Студит. — С. 395-396. — 40 000 экз. — ISBN 5-89572-006-4. (часть статьи)
- АЛЕКСАНДР // Православная энциклопедия. — М., 2000. — Т. I : А — Алексий Студит. — С. 472-473. — 40 000 экз. — ISBN 5-89572-006-4. (в соавторстве с Е. А. Луковниковой)
- АЛЕКСАНДР // Православная энциклопедия. — М., 2000. — Т. I : А — Алексий Студит. — С. 490. — 40 000 экз. — ISBN 5-89572-006-4.
- АЛЕКСАНДР I // Православная энциклопедия. — М., 2000. — Т. I : А — Алексий Студит. — С. 504. — 40 000 экз. — ISBN 5-89572-006-4.
- АЛЕКСАНДР ВОИН И АНТОНИНА ДЕВА // Православная энциклопедия. — М., 2000. — Т. I : А — Алексий Студит. — С. 521. — 40 000 экз. — ISBN 5-89572-006-4. (в соавторстве с Е. А. Луковниковой)
- АЛЕКСАНДРА АЛЕКСАНДРИЙСКАЯ // Православная энциклопедия. — М., 2000. — Т. I : А — Алексий Студит. — С. 545. — 40 000 экз. — ISBN 5-89572-006-4.
- АЛОНИЙ // Православная энциклопедия. — М., 2001. — Т. II : Алексий, человек Божий — Анфим Анхиальский. — С. 41. — 40 000 экз. — ISBN 5-89572-007-2.
- АМАСИЯ // Православная энциклопедия. — М., 2001. — Т. II : Алексий, человек Божий — Анфим Анхиальский. — С. 100-101. — 40 000 экз. — ISBN 5-89572-007-2. (в соавторстве с А. Ю. Казаряном)
- АМВРОСИЙ // Православная энциклопедия. — М., 2001. — Т. II : Алексий, человек Божий — Анфим Анхиальский. — С. 119-135. — 40 000 экз. — ISBN 5-89572-007-2. (часть статьи)
- АММОНИЙ ДОЛГИЙ // Православная энциклопедия. — М., 2001. — Т. II : Алексий, человек Божий — Анфим Анхиальский. — С. 174. — 40 000 экз. — ISBN 5-89572-007-2.
- АМОРИЙ // Православная энциклопедия. — М., 2001. — Т. II : Алексий, человек Божий — Анфим Анхиальский. — С. 179. — 40 000 экз. — ISBN 5-89572-007-2. (в соавторстве с Б. А. Нелюбовым, Л. А. Беляевым)
- АНАЗАРВ // Православная энциклопедия. — М., 2001. — Т. II : Алексий, человек Божий — Анфим Анхиальский. — С. 209-210. — 40 000 экз. — ISBN 5-89572-007-2. (в соавторстве с А. Ю. Казаряном)
- АНАНИЯ // Православная энциклопедия. — М., 2001. — Т. II : Алексий, человек Божий — Анфим Анхиальский. — С. 222. — 40 000 экз. — ISBN 5-89572-007-2. (в соавторстве с О. В. Лосевой)
- АНАСТАСИЙ I // Православная энциклопедия. — М., 2001. — Т. II : Алексий, человек Божий — Анфим Анхиальский. — С. 242-243. — 40 000 экз. — ISBN 5-89572-007-2.
- АНАСТАСИЙ I СИНАИТ // Православная энциклопедия. — М., 2001. — Т. II : Алексий, человек Божий — Анфим Анхиальский. — С. 243. — 40 000 экз. — ISBN 5-89572-007-2.
- АНАСТАСИЙ ПЕРСИЯНИН // Православная энциклопедия. — М., 2001. — Т. II : Алексий, человек Божий — Анфим Анхиальский. — С. 248-250. — 40 000 экз. — ISBN 5-89572-007-2. (в соавторстве с О. В. Лосевой, Е. П. Беспахотной, Е. А. Луковниковой)
- АНАСТАСИЯ ПАТРИКИЯ // Православная энциклопедия. — М., 2001. — Т. II : Алексий, человек Божий — Анфим Анхиальский. — С. 257. — 40 000 экз. — ISBN 5-89572-007-2. (в соавторстве с О. В. Лосевой)
- АНАТОЛИЙ // Православная энциклопедия. — М., 2001. — Т. II : Алексий, человек Божий — Анфим Анхиальский. — С. 264. — 40 000 экз. — ISBN 5-89572-007-2.
- АНУВИЙ // Православная энциклопедия. — М., 2001. — Т. II : Алексий, человек Божий — Анфим Анхиальский. — С. 712. — 40 000 экз. — ISBN 5-89572-007-2.
- АНФИМ I // Православная энциклопедия. — М., 2001. — Т. II : Алексий, человек Божий — Анфим Анхиальский. — С. 718. — 40 000 экз. — ISBN 5-89572-007-2.
- АПАМЕЯ Вифинская // Православная энциклопедия. — М., 2001. — Т. III : Анфимий — Афанасий. — С. 18-19. — 40 000 экз. — ISBN 5-89572-008-0.
- АПАМЕЯ Сирийская // Православная энциклопедия. — М., 2001. — Т. III : Анфимий — Афанасий. — С. 19. — 40 000 экз. — ISBN 5-89572-008-0. (в соавторстве с Л. А. Беляевым)
- АПОЛЛИНАРИЯ // Православная энциклопедия. — М., 2001. — Т. III : Анфимий — Афанасий. — С. 63. — 40 000 экз. — ISBN 5-89572-008-0. (в соавторстве с О. В. Лосевой)
- АРСАКИЙ // Православная энциклопедия. — М., 2001. — Т. III : Анфимий — Афанасий. — С. 383. — 40 000 экз. — ISBN 5-89572-008-0.
- АФАНАСИЙ // Православная энциклопедия. — М., 2001. — Т. III : Анфимий — Афанасий. — С. 689. — 40 000 экз. — ISBN 5-89572-008-0.
- АХИЛЛА // Православная энциклопедия. — М., 2002. — Т. IV : Афанасий — Бессмертие. — С. 206. — 39 000 экз. — ISBN 5-89572-009-9.
- ВСЕЛЕНСКИЙ V СОБОР // Православная энциклопедия. — М., 2005. — Т. IX : Владимирская икона Божией Матери — Второе пришествие. — С. 616-628. — 39 000 экз. — ISBN 5-89572-015-3. (часть статьи)
- ГАЙАН // Православная энциклопедия. — М., 2005. — Т. X : Второзаконие — Георгий. — С. 276-277. — 39 000 экз. — ISBN 5-89572-016-1.
- ГЕННАДИЙ I // Православная энциклопедия. — М., 2005. — Т. X : Второзаконие — Георгий. — С. 611-612. — 39 000 экз. — ISBN 5-89572-016-1.
- ГЕОРГИЙ I // Православная энциклопедия. — М., 2006. — Т. XI : Георгий — Гомар. — С. 40-41. — 39 000 экз. — ISBN 5-89572-017-X.
- ГОРМИЗД // Православная энциклопедия. — М., 2006. — Т. XII : Гомельская и Жлобинская епархия — Григорий Пакуриан. — С. 119-120. — 39 000 экз. — ISBN 5-89572-017-X.
- ДАМИАН // Православная энциклопедия. — М., 2006. — Т. XIII : Григорий Палама — Даниель-Ропс. — С. 710-712. — 39 000 экз. — ISBN 5-89572-022-6.
- ДАТИЙ // Православная энциклопедия. — М., 2007. — Т. XIV : Даниил — Димитрий. — С. 210-211. — 39 000 экз. — ISBN 978-5-89572-024-0.
- ДИЛЛЬМАН // Православная энциклопедия. — М., 2007. — Т. XIV : Даниил — Димитрий. — С. 699-700. — 39 000 экз. — ISBN 978-5-89572-024-0.
- ДИМИТРИЙ II // Православная энциклопедия. — М., 2007. — Т. XV : Димитрий — Дополнения к „Актам Историческим“. — С. 103-104. — 39 000 экз. — ISBN 978-5-89572-026-4.
- ДИОНИСИЯ ТЕЛЛЬ-МАХРСКОГО ХРОНИКА // Православная энциклопедия. — М., 2007. — Т. XV : Димитрий — Дополнения к „Актам Историческим“. — С. 370-371. — 39 000 экз. — ISBN 978-5-89572-026-4.
- ДИОСКОР II // Православная энциклопедия. — М., 2007. — Т. XV : Димитрий — Дополнения к „Актам Историческим“. — С. 377-378. — 39 000 экз. — ISBN 978-5-89572-026-4.
- ДОМЕТИАН // Православная энциклопедия. — М., 2007. — Т. XV : Димитрий — Дополнения к „Актам Историческим“. — С. 602-603. — 39 000 экз. — ISBN 978-5-89572-026-4.
- ДОМЕТИАН АНКИРСКИЙ // Православная энциклопедия. — М., 2007. — Т. XV : Димитрий — Дополнения к „Актам Историческим“. — С. 603-604. — 39 000 экз. — ISBN 978-5-89572-026-4.
- ДОМН II // Православная энциклопедия. — М., 2007. — Т. XV : Димитрий — Дополнения к „Актам Историческим“. — С. 630-632. — 39 000 экз. — ISBN 978-5-89572-026-4.
- ДОМН III // Православная энциклопедия. — М., 2007. — Т. XV : Димитрий — Дополнения к „Актам Историческим“. — С. 632. — 39 000 экз. — ISBN 978-5-89572-026-4.
- ДОРОФЕЙ // Православная энциклопедия. — М., 2007. — Т. XVI : Дор — Евангелическая церковь союза. — С. 25. — 39 000 экз. — ISBN 978-5-89572-028-8.
- ДОРОФЕЙ // Православная энциклопедия. — М., 2007. — Т. XVI : Дор — Евангелическая церковь союза. — С. 27. — 39 000 экз. — ISBN 978-5-89572-028-8.
- ЕВСТАФИЙ // Православная энциклопедия. — М., 2008. — Т. XVII : Евангелическая церковь чешских братьев — Египет. — С. 302-303. — 39 000 экз. — ISBN 978-5-89572-030-1.
- ЕВСТАФИЙ МОНАХ // Православная энциклопедия. — М., 2008. — Т. XVII : Евангелическая церковь чешских братьев — Египет. — С. 311-312. — 39 000 экз. — ISBN 978-5-89572-030-1.
- ЕВСТОХИЙ // Православная энциклопедия. — М., 2008. — Т. XVII : Евангелическая церковь чешских братьев — Египет. — С. 326-327. — 39 000 экз. — ISBN 978-5-89572-030-1.
- ЕВТИХИЙ // Православная энциклопедия. — М., 2008. — Т. XVII : Евангелическая церковь чешских братьев — Египет. — С. 340-342. — 39 000 экз. — ISBN 978-5-89572-030-1. (часть статьи)
- ЕВТИХИЙ // Православная энциклопедия. — М., 2008. — Т. XVII : Евангелическая церковь чешских братьев — Египет. — С. 346-348. — 39 000 экз. — ISBN 978-5-89572-030-1.
- ЕВФИМИЙ I // Православная энциклопедия. — М., 2008. — Т. XVII : Евангелическая церковь чешских братьев — Египет. — С. 422-423. — 39 000 экз. — ISBN 978-5-89572-030-1.
- ЕВФРАСИЙ // Православная энциклопедия. — М., 2008. — Т. XVII : Евангелическая церковь чешских братьев — Египет. — С. 468. — 39 000 экз. — ISBN 978-5-89572-030-1.
- ЕГИПЕТ // Православная энциклопедия. — М., 2008. — Т. XVII : Евангелическая церковь чешских братьев — Египет. — С. 703-745. — 39 000 экз. — ISBN 978-5-89572-030-1. (часть статьи)
- ЕЛЛАДИЙ // Православная энциклопедия. — М., 2008. — Т. XVIII : Египет древний — Эфес. — С. 420. — 39 000 экз. — ISBN 978-5-89572-032-5.
- ЕПИФАНИЙ // Православная энциклопедия. — М., 2008. — Т. XVIII : Египет древний — Эфес. — С. 544-545. — 39 000 экз. — ISBN 978-5-89572-032-5.
- ЕФРЕМ // Православная энциклопедия. — М., 2008. — Т. XIX : Ефесянам послание — Зверев. — С. 25-32. — 39 000 экз. — ISBN 978-5-89572-034-9. (в соавторстве с П. К. Доброцветовым)
- ЗАХАРИИ РИТОРА ХРОНИКА // Православная энциклопедия. — М., 2008. — Т. XIX : Ефесянам послание — Зверев. — С. 677-678. — 39 000 экз. — ISBN 978-5-89572-034-9.
- ЗАХАРИЯ РИТОР // Православная энциклопедия. — М., 2008. — Т. XIX : Ефесянам послание — Зверев. — С. 702-703. — 39 000 экз. — ISBN 978-5-89572-034-9.
- ЗОИЛ // Православная энциклопедия. — М., 2009. — Т. XX : Зверин в честь Покрова Пресвятой Богородицы женский монастырь — Иверия. — С. 317-318. — 39 000 экз. — ISBN 978-5-89572-036-3.
- ЗООРА // Православная энциклопедия. — М., 2009. — Т. XX : Зверин в честь Покрова Пресвятой Богородицы женский монастырь — Иверия. — С. 329. — 39 000 экз. — ISBN 978-5-89572-036-3.
- ИАКОВ БАРАДЕЙ // Православная энциклопедия. — М., 2009. — Т. XX : Зверин в честь Покрова Пресвятой Богородицы женский монастырь — Иверия. — С. 520-525. — 39 000 экз. — ISBN 978-5-89572-036-3.
- КАРПОВ // Православная энциклопедия. — М., 2013. — Т. XXXI : Каракалла — Катехизация. — С. 329-330. — 33 000 экз. — ISBN 978-5-89572-031-8.
- КОНСТАНТИНОПОЛЬСКАЯ ПРАВОСЛАВНАЯ ЦЕРКОВЬ // Православная энциклопедия. — М., 2015. — Т. XXXVII : Константин — Корин. — С. 193-299. — 33 000 экз. — ISBN 978-5-89572-045-5. (часть статьи)
- Коптская церковь // Православная энциклопедия. — М., 2015. — Т. XXXVII : Константин — Корин. — С. 512-610. — 33 000 экз. — ISBN 978-5-89572-045-5. (часть статьи)

- Император Юстиниан Великий и наследие Халкидонского Собора. — Москва: Издательство Московского университета, 2016. — 389 с. — ISBN 978-5-19-011148-4.
- Kaiser Justinian und das Erbe des Konzils von Chalkedon. — Stuttgart: Franz Steiner Verlag, 2021. — 317 с. — ISBN 978-3-515-08842-8.

- Поссидий Каламский. Жизнь Августина / Пер. М. В. Грацианского, П. В. Кузенкова // Аврелий Августин. Исповедь. — М., 1997. — С. 338—379
- Каллист Ангеликуд. Слово XVI, О духовной брани и о согласном с ней священном безмолвии / Перевод с древнегреч. М. В. Грацианского под ред. и с примечаниями А. Г. Дунаева // Путь к священному безмолвию. Малоизвестные творения отцов-исихастов / Составление, общая редакция, предисловие и примечания А. Г. Дунаева, место издания Издательство православного Братства Святителя Филарета Митрополита Московского Москва. 1999. — C. 103—122
- Емелиан (Вафидис), архим. Слова и наставления. Том 1-2. — Москва: Храм св. Татианы при МГУ, 2006. — 560 с. — ISBN 5-901836-21-5.
- Сирийская патрология / Игнасио Ортис де Урбина ; пер. с латин. М. В. Грацианского. — Москва: Издательство ПСТГУ, 2011. — 283 с. — ISBN 978-5-7429-0628-5.
- История византийского государства / Георгий Острогорский ; пер. с нем. М. В. Грацианский под редакцией П.В. Кузенкова. — Москва: Сибирская благозвонница, 2011. — 896 с. — ISBN ISBN 978-5-91362-458-1.
- Вот Жизнь Вечная: Жития и чудесные видения святых Василия Нового и Григентия, архиепископа Эфиопского. — Москва : Сибирская Благозвонница, 2011. — 571 с. — ISBN 978-5-91362-326-3
- Будущий суд и вечное воздаяние. — Москва : Сибирская благозвонница, 2014. — 191 с. — ISBN 978-5-91362-757-5
  - Будущий суд и вечное воздаяние. — Москва : Сибирская Благозвонница, 2016. — 191 с. — ISBN 978-5-906793-34-8 — 7 000 экз.
- Житие преподобного Василия Нового, подвизавшегося в царствовании Василия Македонянина и сыновей его. — Москва : Сибирская Благозвонница, 2014. — 333 с. — ISBN 978-5-91362-756-8
- Евтихий Александрийский. Хроника (фрагмент) // Антология литературы православных арабов. — М.: Издательство Православного Свято-Тихоновского гуманитарного университета. Том 1. 2019. — C. 54-74